# 木星雷達
木星系列是由法國湯姆遜-休斯公司（Compagnie française pour l'exploitation des procédés Thomson Houston, CFTH）、湯姆森-CSF以及後來的泰雷茲集團所設計的海軍雷達系統，用於空中監視用途，自1961年起由法國海軍部署。該系列源自DRBV-22雷達，共衍生出七種變型與衍生型。

## 起源

### DRBV-22
DRBV-22雷達（Détection Radioélectrique emBarquée de Veille）由湯姆遜公司於1950年代初期研發，其技術基礎來自美國海軍所使用的SPS-6B雷達。作為DRBV-20的後繼型號，它經歷了兩個主要發展階段：DRBV-22A系列以及後續的DRBV-22C/D/E型。

#### DRBV-22A
DRBV-22A型採用L（D）波段運作，配備五邊形外形的金屬格柵式天線，並成為1960與1970年代間法國海軍中最普及的空中監視雷達。
技術規格
| 規格項目        | 數據                   |
| --------------- | ---------------------- |
| 旋轉速度（RPM） | 6 / 12                 |
| 探測距離        | 130（81英里）          |
| 尖峰功率        | 400千瓦特（540匹馬力） |

本型雷達於1956年開始服役，並在建造時期或經現代化改裝後安裝於多型艦艇上，共有42艘艦艇曾裝備此型雷達，詳列如下：
- 巡洋艦德格拉斯號（C610）在1956年改裝時配備了DRBV-22A型雷達[4]。

- 快速護衛艦[5]：

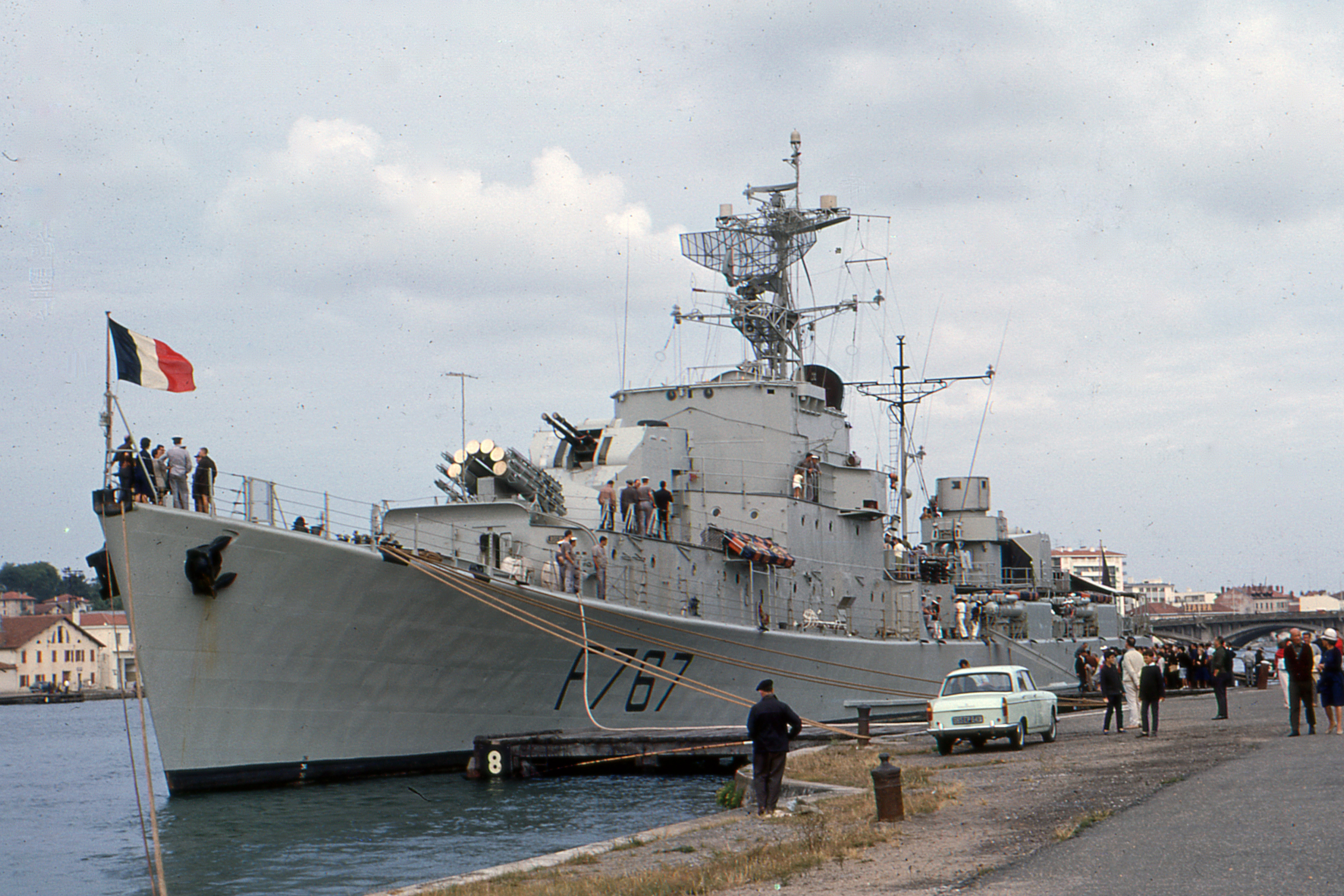
快速護衛艦Le Gascon上的DRBV-22A雷達

  - E50型：布雷斯特瓦號（Le Brestois，F 762）在改裝時裝配此型雷達，並修改其桅桿結構。
  - E52型：此子型最後四艘艦（自勒布列東號（Le Breton，F 772）起）自建造時即配備該雷達，包括勒布列東號、勒巴斯克號（Le Basque，F 773）、拉熱內號（L'Agenais，F 774）及勒貝阿恩號（Le Béarnais，F 775）。前七艘艦於1960年代改裝時加裝，包括勒諾曼號（Le Normand，F 765）、勒皮卡爾號（Le Picard，F 766）、勒加斯康號（Le Gascon，F 767）、勒洛林號（Le Lorrain，F 768）、勒布根地號（Le Bourguignon，F 769）、勒香檳號（Le Champenois，F 770）及勒薩伏依號（Le Savoyard，F 771）。
  - E52B型：本子型三艘艦自建造時即配備，分別為阿爾薩斯號（L'Alsacien，F 776）、普羅旺斯號（Le Provencal，F 777）及旺代號（Le Vendéen，F 778）。

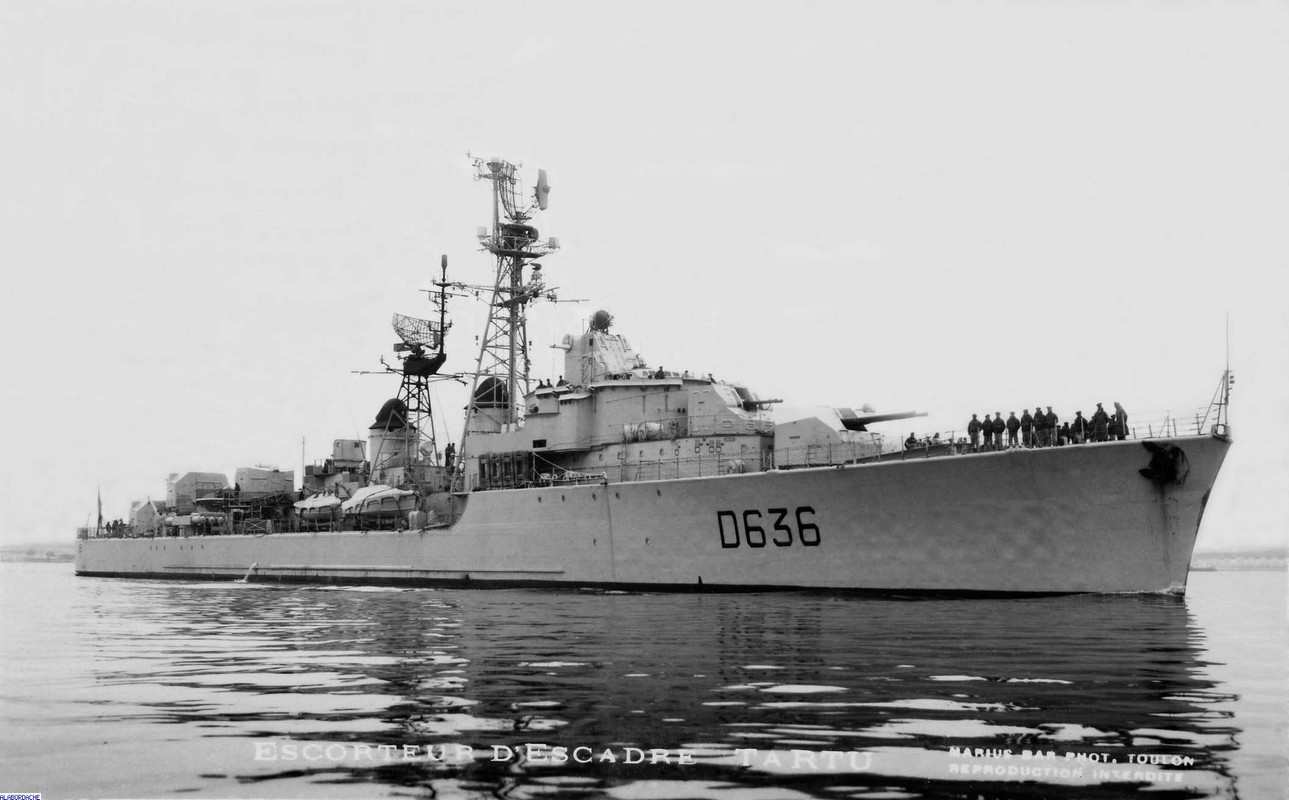
Tartu號艦隊護衛艦上的DRBV-22A雷達

- 艦隊護衛艦[3]：
  - T47級艦隊護衛艦的杜佩蒂圖瓦爾號（Dupetit-Thouars，D 625）[6]與杜沙耶拉號（Du Chayla，D 630）[7]於1963至1964年改裝以整合RIM-24导弹飛彈系統時，亦加裝DRBV-22A型雷達。
  - T53級艦隊護衛艦五艘皆自建造起配備本型雷達，包括杜佩雷號（D 633）[8]、拉布爾多奈號（D 634）[9]、福爾賓號（D 635）[10]、塔爾圖號（D 636）[11]與若雷蓋貝里號（D 637）[12]。
  - T56級艦隊護衛艦中的拉加利索尼埃號（D638）於建造時即配備此型雷達[13]。

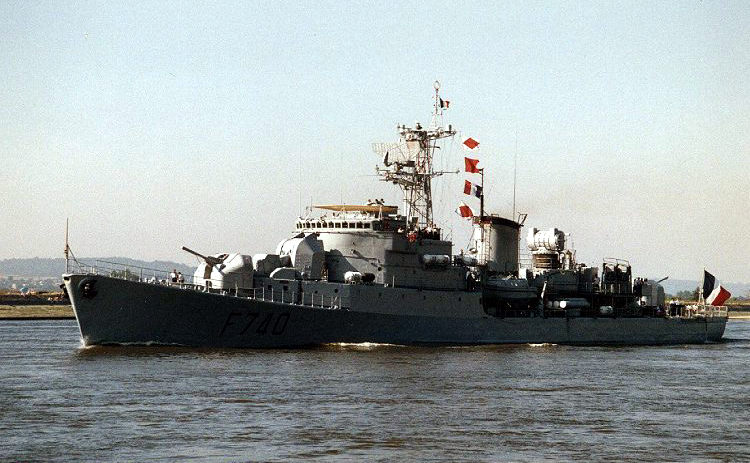
護衛巡防艦「布爾代指揮官號」上的DRBV-22A雷達

- 護衛巡防艦於建造時即裝設DRBV-22A雷達：
  - 里維耶指揮官級[14]自1962年起服役於法國海軍，包含九艘艦艇：維克多·舍爾謝號（F725）、博里指揮官號（F726）、沙納上將號（F727）、拉格雷上尉號（F728）、巴爾尼號（F729）、里維耶指揮官號（F733）、布爾代指揮官號（F740）、普羅泰號（F748）與亨利海軍少尉號（F749）。
  - 若昂·貝洛指揮官級[15]自1967年起服役於葡萄牙海軍，包含四艘艦艇：若昂·貝洛指揮官號（F480）、埃爾梅內吉爾多·卡佩洛指揮官號（F481）、羅伯托·伊文斯指揮官號（F482）與薩卡杜拉·卡布拉爾指揮官號（F483）。

- 奧斯陸級巡防艦自1967年起服役於挪威海軍，五艘艦艇均配備此型雷達：奧斯陸號（F300）、卑爾根號（F301）、特隆赫姆號（F302）、斯塔萬格號（F304）與納爾維克號（F305）[16]。

- 航空母艦亞爾曼許號（R95）於1969年現代化改裝時配備DRBV-22A雷達[17]。

- 雅柯妮號（D609）巡防艦於1970年配備此型雷達[18]。

#### DRBV-22C/D/E

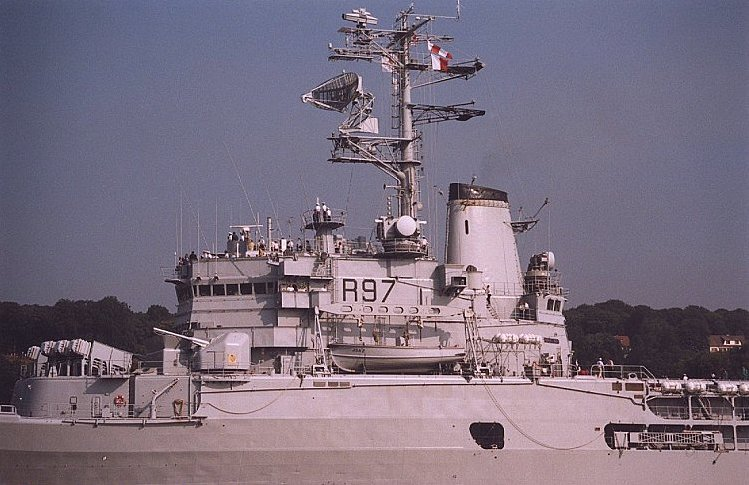
直升機巡洋艦「讓娜·達克號」上的DRBV-22D雷達

DRBV-22C、22D與22E型是經過改良的版本，加入了穩定化橢圓天線與功率更強的發射器，最大探測距離為220（140英里）。這些型號僅生產少量，從1958年起服役，並作為DRBV-23系列雷達的試驗平台。
共有四艘艦艇裝備此型雷達：
- 1958年，實驗艦奧萊宏島號（A610）配備DRBV-22C型雷達[19]。
- 1964年，直升機巡洋艦聖女貞德號（R99）與1968年，試驗與測量艦亨利·龐加萊號（A603）配備DRBV-22D型雷達[20]、[21]。
- 1965年，醫療支援艦朗斯號（A618）配備DRBV-22E型雷達[22]。

## 木星雷達

### DRBV-23

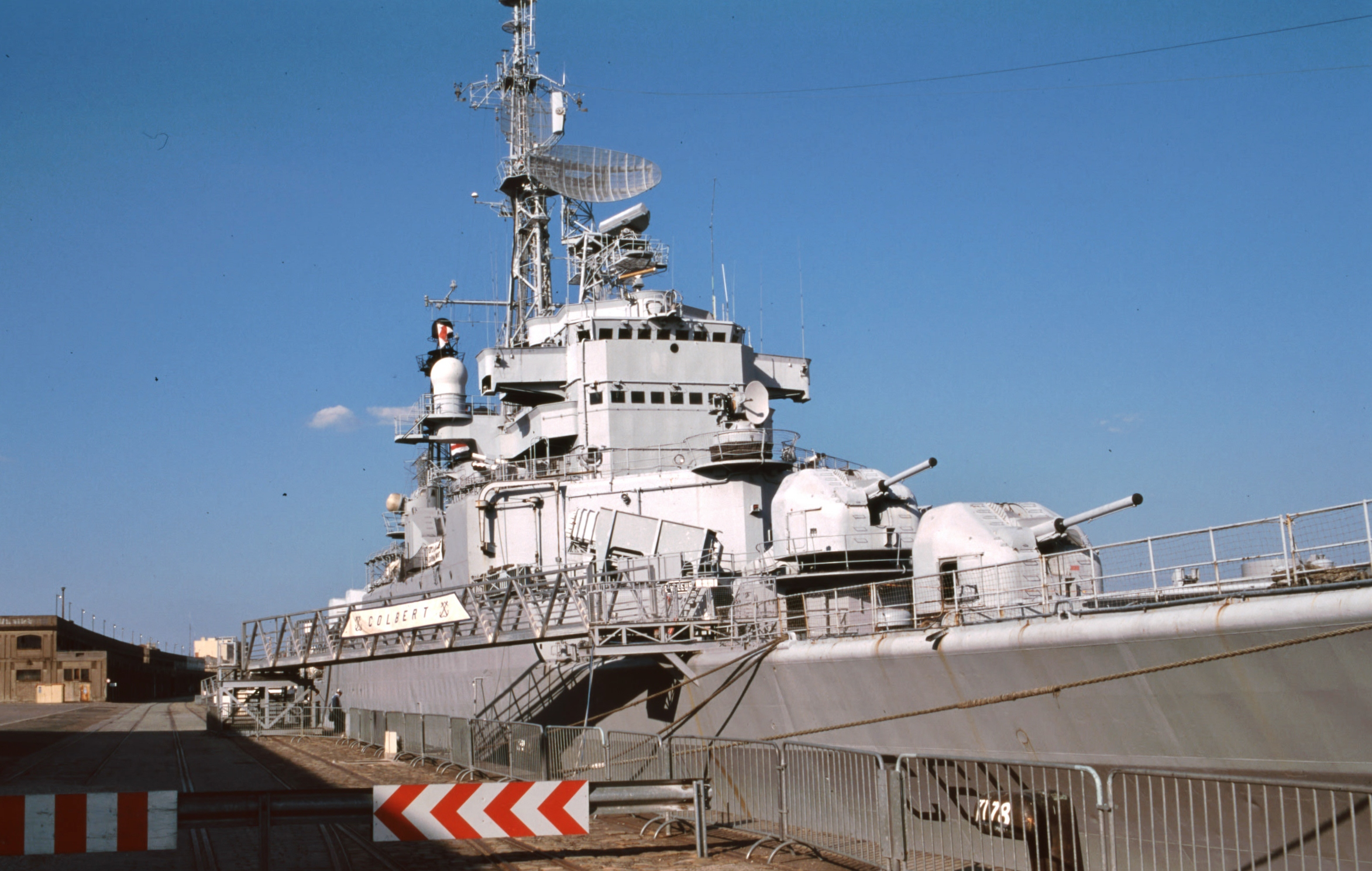
防空巡洋艦「柯爾貝號」上的DRBV-23C雷達

湯姆森公司製造的木星／DRBV-23／THD-1077雷達，為DRBV-22後期型的改良衍生型。這款新型雷達被命名為「木星」（Jupiter）。其橢圓形穩定天線搭載一具更高功率的L波段（D波段）發射器，使其偵測距離達到300（190英里）。
技術規格
| 規格             | 數據                          |
| ---------------- | ----------------------------- |
| 雷達脈衝重複頻率 | 450 pps（另可選600或200 pps） |
| 波束範圍         | X°（2.5）、Y°（50）           |
| 脈衝長度         | 2.5微秒                       |
| 轉速（RPM）      | 7.5 / 15                      |
| 探測距離         | 約 300（190英里）             |
| 峰值功率         | 2,000 KW                      |
| 增益             | 26 dB                         |
| 尺寸             | 7.5（25英尺） × 3（9.8英尺）  |

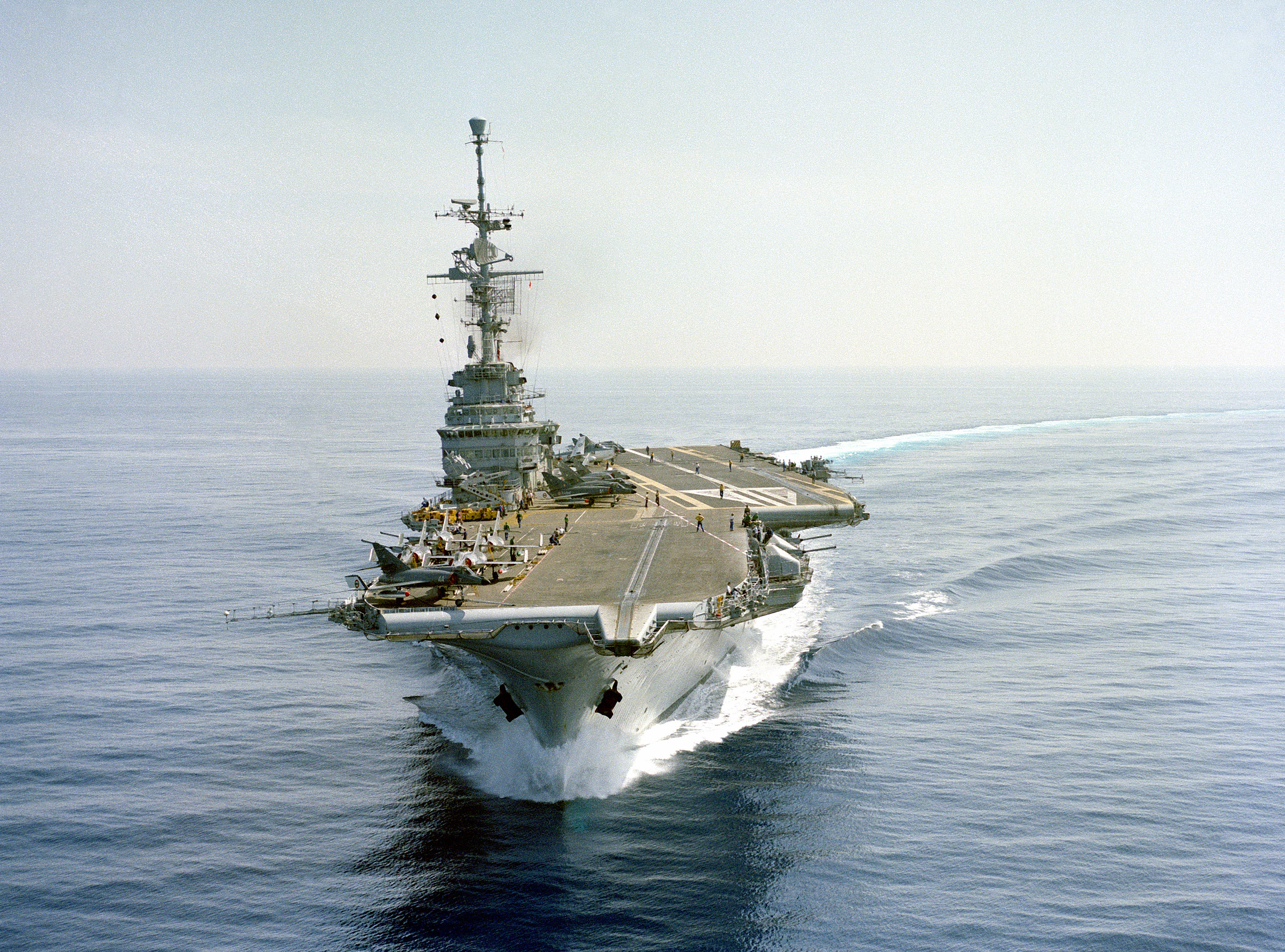
航空母艦「福煦號」上的DRBV-23B雷達

此型雷達被部署於法國海軍的主要水面作戰艦艇上。

#### DRBV-23B
此型號的變體DRBV-23B自1961年起裝備於航空母艦克里孟梭號（R98），並於1963年裝備其姊妹艦聖保羅號（R99）。

#### DRBV-23C
防空巡洋艦德格拉斯號（C610）於1966年及柯爾貝號（C611）於1972年在現代化改裝中，將原有的DRBV-22A雷達更換為DRBV-23C型雷達。

### DRBV-26A

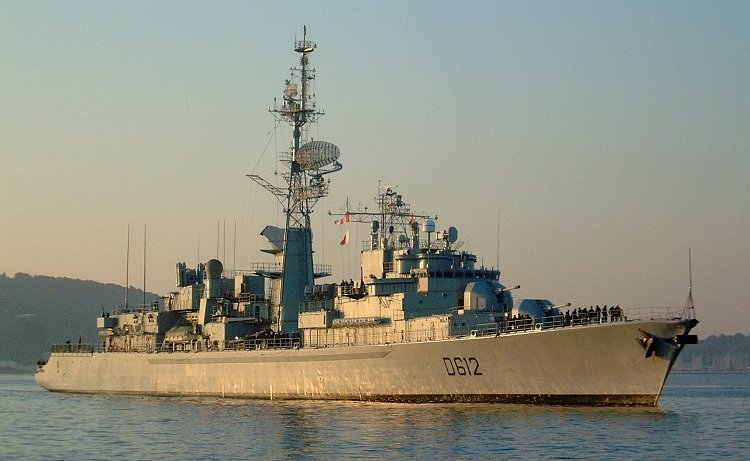
德格拉斯號巡防艦上的DRBV-26A雷達

湯姆森-CSF公司的木星II／DRBV-26A／TRS-3010雷達於1972年起基於DRBV-23開發，目標在於提升可靠性與對反制措施的抗干擾能力。此為一具相干雷達，採用行波管發射器，並具備恆虛警率（CFAR）與移動目標顯示（MTI）功能。
技術規格 
| 規格             | 數據                                  |
| ---------------- | ------------------------------------- |
| 雷達脈衝重複頻率 | 450 pps                               |
| 波束範圍         | X°（2.5）、Y°（50）                   |
| 脈衝長度         | 2.5微秒                               |
| 轉速（RPM）      | 7.5 / 15                              |
| 探測距離         | 280（170英里）                        |
| 峰值功率         | 2,000千瓦特（2,700匹馬力）            |
| 增益             | 29 dB                                 |
| 尺寸             | 7.535（24.72英尺） × 3.05（10.0英尺） |
| 質量             | 1,450（3,200磅）                      |

法國海軍有兩個艦級裝備此型雷達：
- 杜黑級巡防艦[31]
  - 杜黑號（D610）
  - 迪凱－特魯安號（D611）
  - 德格拉斯號（D612）

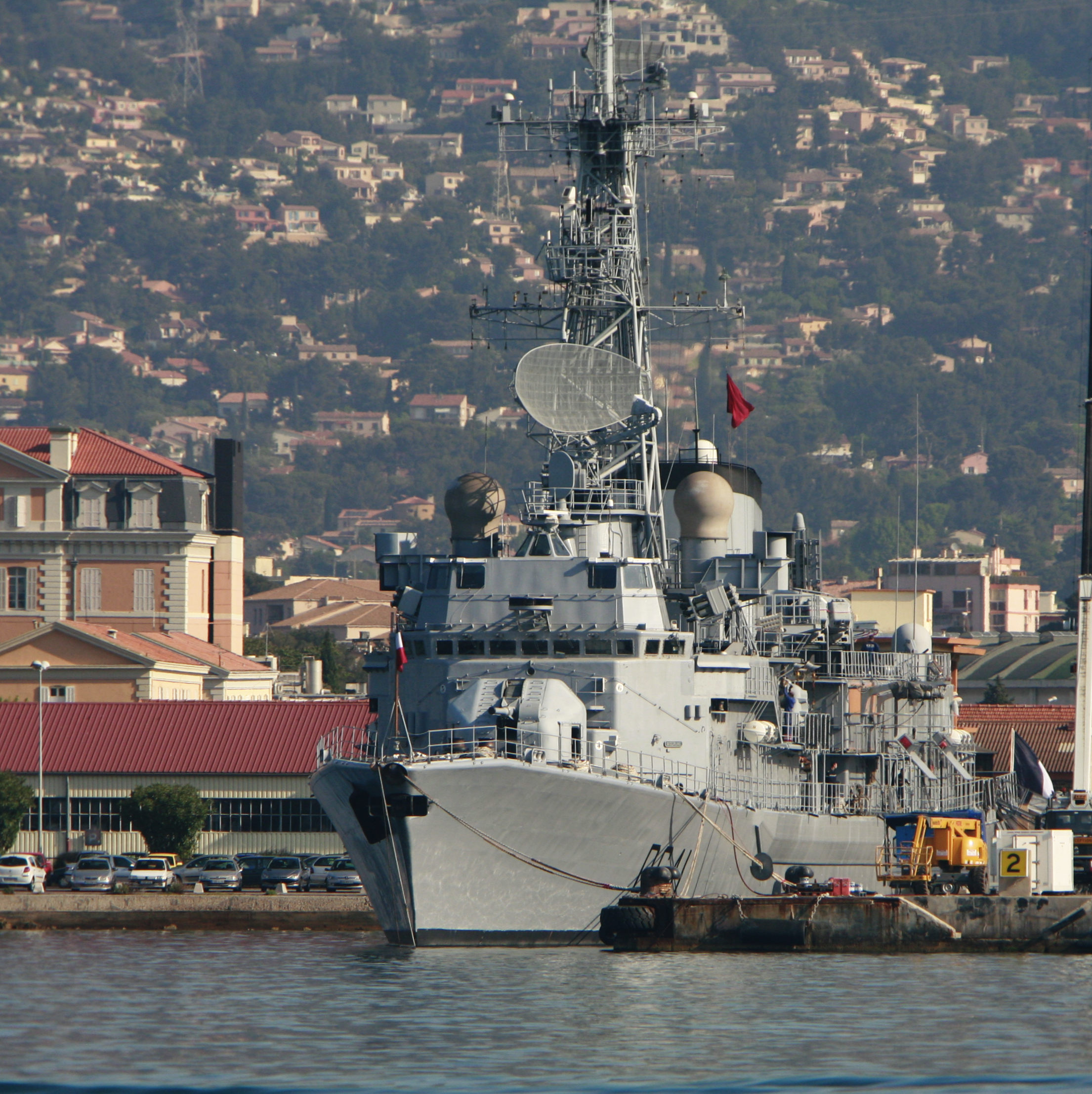
迪普雷號巡防艦上的DRBV-26A雷達

- 喬治·雷格級巡防艦，自1979年起裝備[32]
  - 喬治·雷格號（D640）
  - 迪普雷號（D641）
  - 蒙卡姆號（D642）
  - 尚·德·維埃納號（D643）

### DRBV-26C

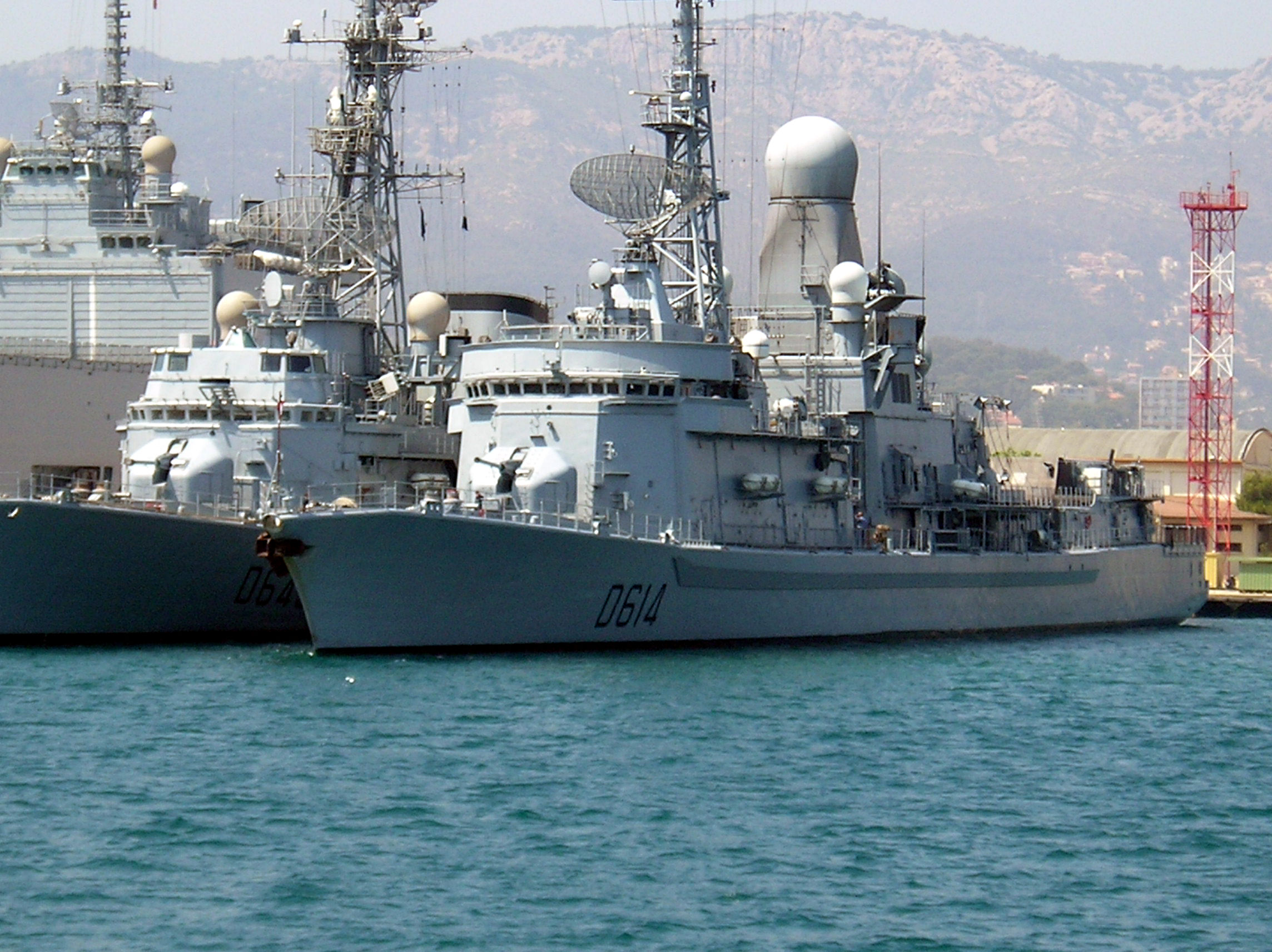
卡薩爾號巡防艦上的DRBV-26C雷達

湯姆森-CSF公司木星IIS／DRBV-26C／TRS-3011雷達採用新型脈衝壓縮與固態電子技術發射器，由十六個模組構成，具備抗干擾能力。其發射頻率由頻率合成器穩定控制，並能進行複雜信號處理，包括透過快速傅立葉轉換（FFT）進行都卜勒濾波處理。雷達天線內建敵我識別系統（IFF），可同時追蹤64個目標並將資料傳送至TAVITAC戰術系統。最大探測距離達360（220英里）。
該系統的可靠性亦大幅提升，發射模組平均無故障運行時間為6,060 h（21,800 ks），整體平均故障間隔時間為2,180小時（7,800千秒）。模組可在不關機的情況下快速更換，維修時間僅需數分鐘。
本系統於1991年9月首先在防空巡防艦尚·巴爾號服役，並裝備於該級艦艇：
- 卡薩爾級巡防艦
  - 卡薩爾號（D614），於1992年改裝[35]
  - 尚·巴爾號（D615）

### DRBV-26D

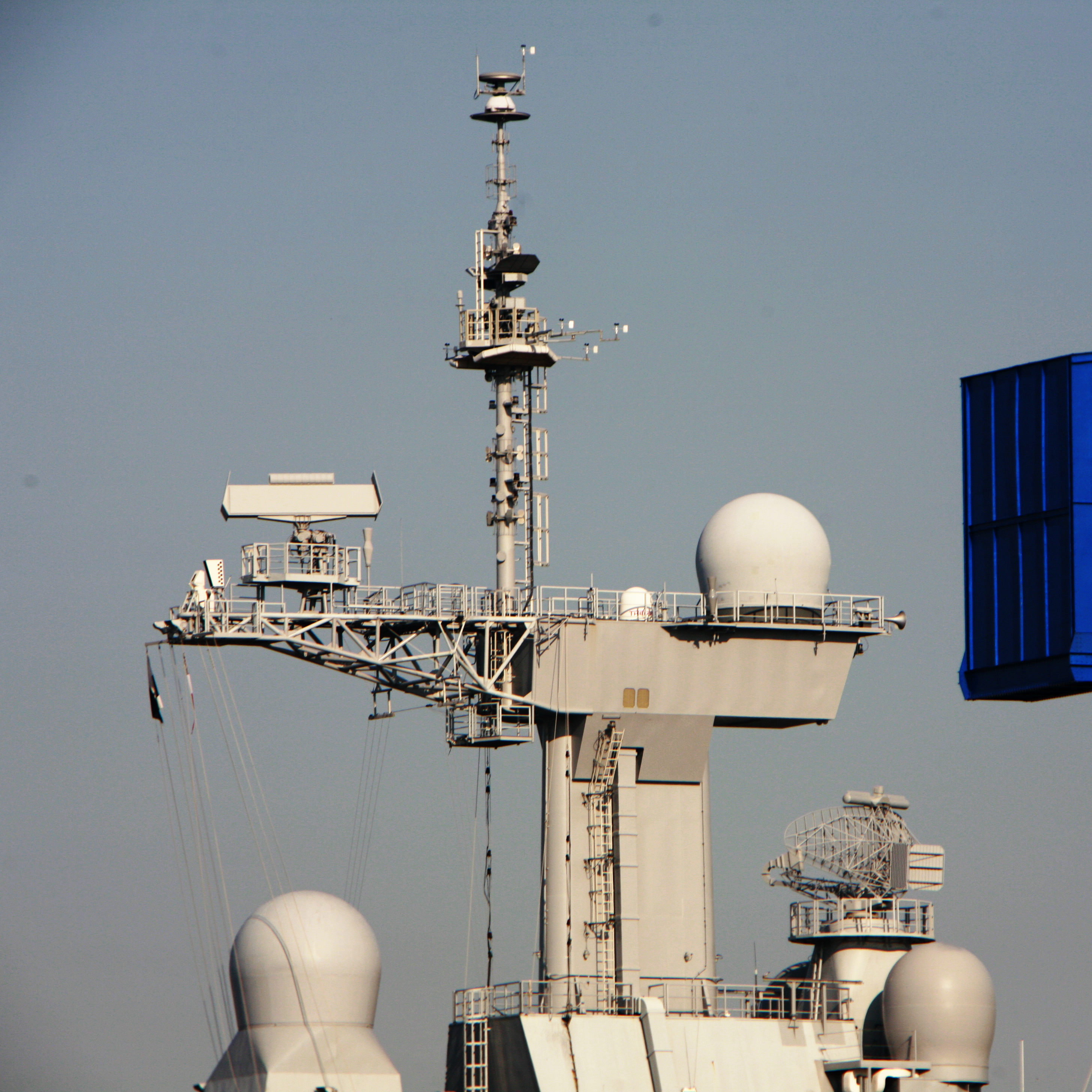
戴高樂號航空母艦上右側的DRBV-26D雷達

湯姆森-CSF公司木星08／DRBV-26D雷達，結合了DRBV-26C的電子裝置與固態發射器，並引入新一代的信號處理系統及來自Signaal LW.08雷達的相控陣天線，具備更強的電氣性能與仰角能力。其最大探測距離達{500（310英里）。
此型雷達共裝備於三個艦級、十艘軍艦上：
- 戴高樂號（R91），於2001年服役

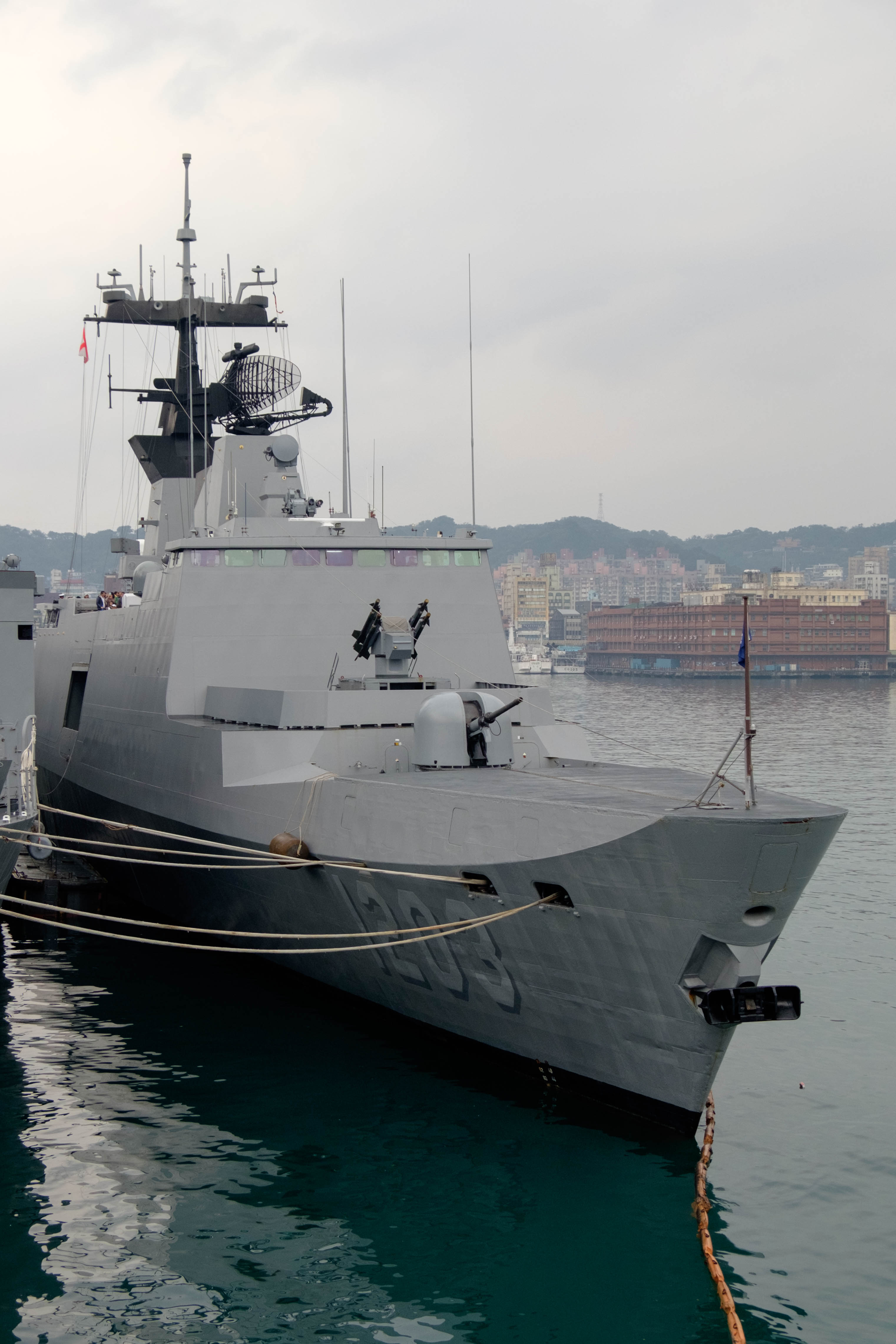
中華民國海軍西寧號（PFG-1203）上的DRBV-26D雷達

- 康定級巡防艦，自1996年起服役[36]
  - 康定號（FFG-1202）
  - 西寧號（FFG-1203）
  - 昆明號（FFG-1205）
  - 迪化號（FFG-1206）
  - 武昌號（FFG-1207）
  - 成德號（FFG-1208）

- F 3000 S級，自2002年起服役[37]
  - 利雅德號（812）
  - 麥加號（814）
  - 達曼號（816）

## 衍生型

### DRBV-21A

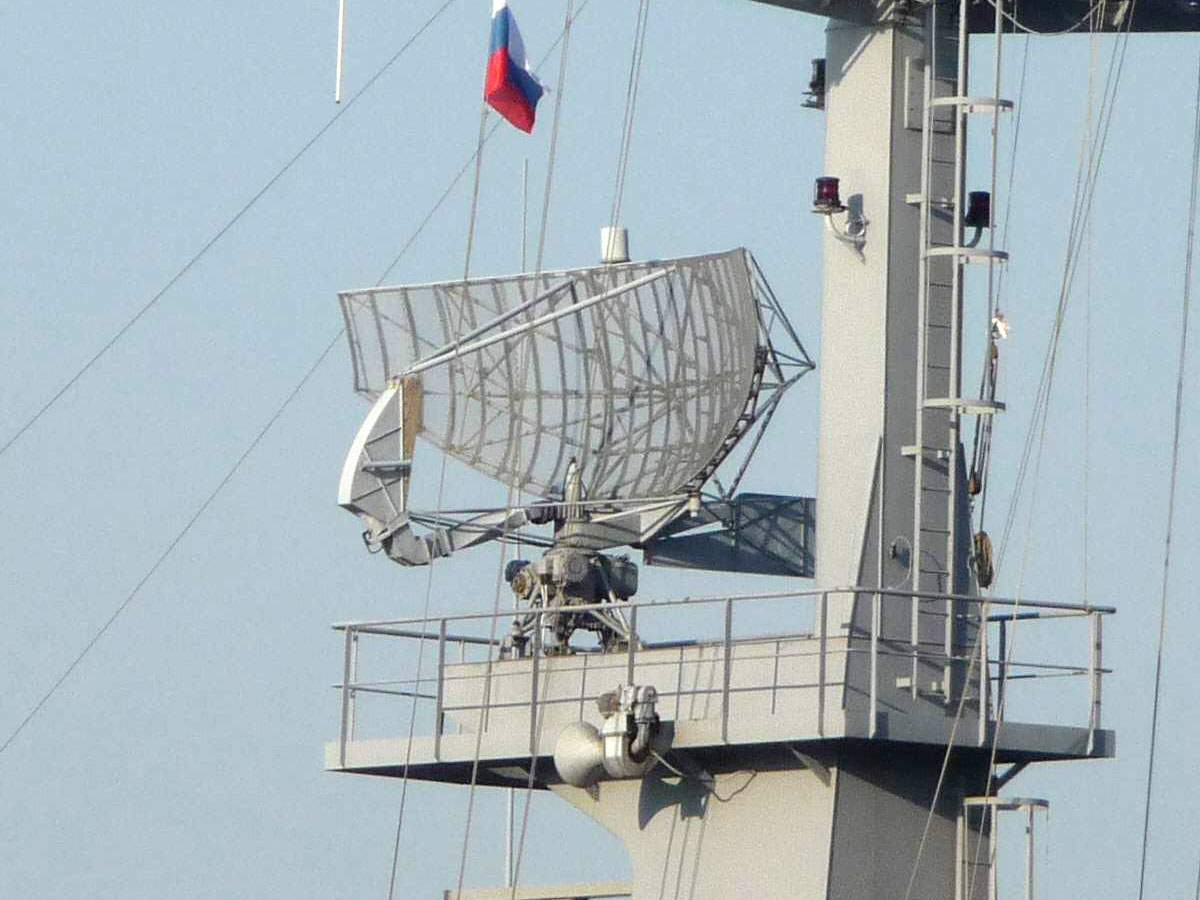
在符拉迪沃斯托克的馮丹米耶號（F734）巡防艦上裝備的DRBV-21A雷達

湯姆森-CSF公司的火星／DRBV-21A／TRS-3015雷達，結合了DRBV-22A雷達的天線與DRBV-26C中兩個經過修改的子系統。其固態發射器模組由16個擴展至32個，電子系統體積亦有所縮小。火星05為一衍生型，將DRBV-22A的天線更換為Signaal DA.05雷達的天線。
技術規格、
| 規格        | 數據           |
| ----------- | -------------- |
| 轉速（RPM） | 12             |
| 探測距離    | 300（190英里） |
| 增益        | 26 dB          |
| 質量        | 600（1,300磅） |

此型雷達裝備於法國海軍的太平洋基地、一所訓練中心，以及以下兩個艦級：
- 雷霆級船塢登陸艦[40]
  - 雷霆號（L9011），自1997年起經過改裝後裝備[41]
  - 西風號（L9012）

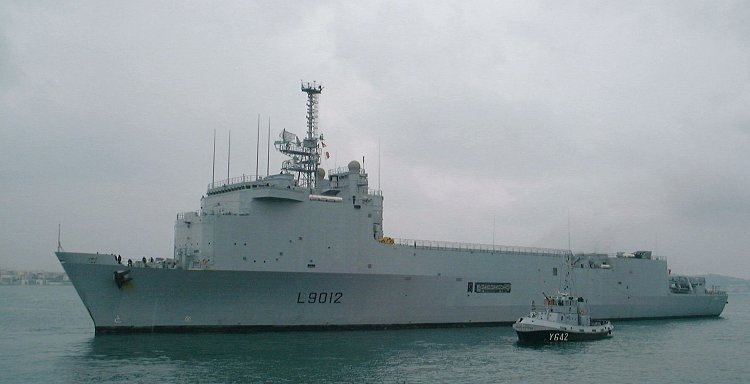
西風號（Siroco）上的DRBV-21A雷達

- 花月級巡防艦，自1992年起服役[42]
  - 花月號（F730）（英语：French frigate Floréal）
  - 牧月號（F731）（英语：French frigate Prairial）
  - 雪月號（F732）（英语：French frigate Nivôse）
  - 風月號（F733）（英语：French frigate Ventôse）
  - 葡月號（F734）（英语：French frigate Vendémiaire）
  - 芽月號（F735）（英语：French frigate Germinal）

### DRBV-27
Astral／DRBV-27／TRS-3505 雷達、是一種三維雷達，採用平面天線與數位脈衝壓縮技術。該雷達結合了DRBV-26C的電子系統與一具質量達3,500（7,700磅）的新型平面天線，其波束仰角可達45度並以電子方式控制。
此設備原為地平線級巡防艦計畫中的長程空中監視雷達所設計，但最終在競爭中敗給來自Thales Nederland的SMART-L衍生型S1850M雷達，未能量產。

### 內部連結
- 雷達歷史

### 外部連結
- . Thales 7Seas. （原始内容存档于2022-05-28）.